# Ricardo Vaz Monteiro
Ricardo Vaz Monteiro (Chaves, Vila Real, 19 de agosto de 1891 — 1975) foi um oficial do exército e político português.

## Biografia
Ricardo Vaz Monteiro, filho de Ricardo Vaz Monteiro e de Alcina da Conceição, neto paterno de Francisco Vaz Monteiro e de Luísa Maria Vaz e neto materno de José Alves e de Maria Teodora. Casou com Maria Mafalda de Lima e Lemos de Almeida Valente.
Fez a sua formação no Curso de Artilharia de Campanha da Escola do Exército, tendo passado à reserva nos finais de 1947 com o posto de Tenente-coronel.
Participou no Revolução de 28 de Maio de 1926 que pôs fim à Primeira República Portuguesa.
Foi Governador Civil de Portalegre de 3 de outubro de 1929 a 18 de novembro de 1933, Governador de São Tomé e Príncipe de 17 de dezembro de 1933 a 8 de maio de 1941 e Governador da Guiné Portuguesa de 16 de março de 1941 a 25 de abril 1945.
Como político, foi deputado da Assembleia Nacional na V Legislatura (1949-1953) e na VI Legislatura (1953-1957).